# Dzień modlitw
Dzień modlitw – wyznaczony dzień lub tydzień modlitw dla wiernych przez głowę Kościoła, lub przywódcę religijnego, w konkretnym celu. Takie dni mają z reguły charakter ekumeniczny.

## Kościół katolicki na świecie
Wykaz dni ustanowionych przez papieża:
- Tydzień Modlitw o Jedność Chrześcijan – 18-25 stycznia, z inicjatywy ks. Paula Wattsona w 1908, zaakceptowany przez Piusa X w 1910 roku, obchodzony również w Kościele prawosławnym.

- Światowy Dzień Modlitw o Powołania – IV Niedziela Wielkanocna, z inicjatywy Pawła VI[1].

- Światowy Dzień Modlitw o Uświęcenie Kapłanów – obchodzony w Uroczystość Najświętszego Serca Pana Jezusa[a], ustanowiony przez Jana Pawła II w 1995 roku[2].

- Międzynarodowy Dzień Modlitwy o Pokój – 21 września, ustanowiony z inicjatywy Światowej Rady Kościołów w ramach dekady Kościołów "Przezwyciężania przemocy"[3] (święto ekumeniczne).

Inne inicjatywy:
- Światowy Dzień Modlitwy o Pokój – Asyż, 27 października 1986. Hasłem przewodnim spotkania było „Być razem, aby się modlić”. Było to międzyreligijne spotkanie modlitewne zorganizowane przez Jana Pawła II w intencji pokoju na świecie[4].

- Światowy Dzień Modlitwy o Pokój dla Jerozolimy – 1. niedziela października od 2004 roku, z inicjatywy Jacka W. Hayforda i Roberta Stearnsa z organizacji ruchu zielonoświątkowego, "Eagles Wings" (Stany Zjednoczone). W 2011 roku w modlitwie wzięło udział 175 krajów i 300 milionów wierzących na całym świecie by modlić się o Izrael[5].

- Koronka do Miłosierdzia Bożego, międzynarodowa akcja modlitewna na ulicach miast świata – 28 września, z inicjatywy polskiego zespołu "Iskra Bożego Miłosierdzia" działającego przy łódzkim kościele oo. Jezuitów (od 2008). W 2011 w akcji wzięły udział miasta z następujących państw: Polska, Bułgaria, Hiszpania, Czechy, Portugalia, Chorwacja, Indonezja (lub Monako), Włochy, Chiny, Francja, Haiti, Niemcy, Wielka Brytania, Rosja, Słowacja, Papua-Nowa Gwinea, Japonia, Madagaskar, Filipiny[6].

## Kościół katolicki w Polsce

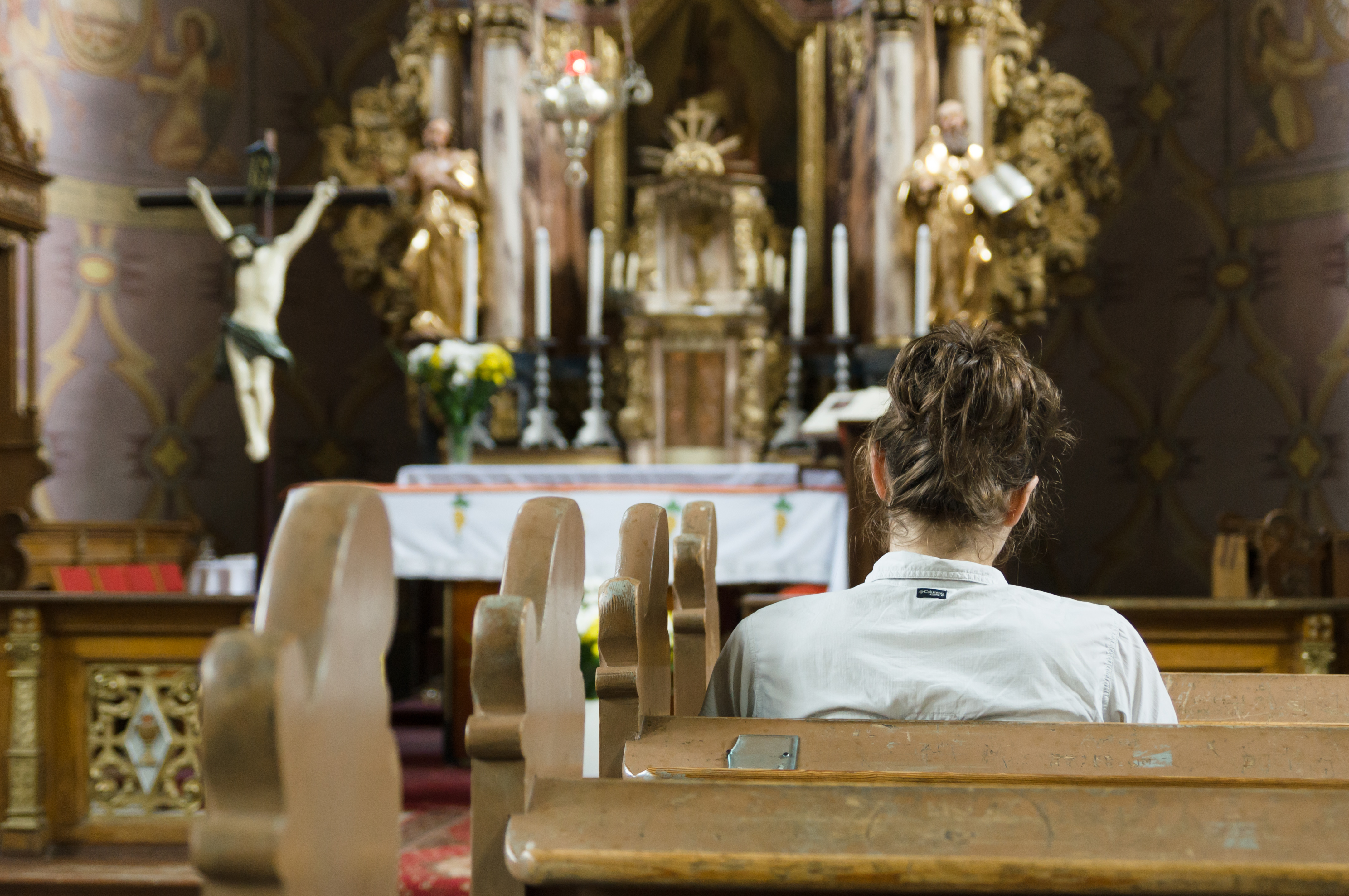
Kobieta modląca się w kościele.

Wykaz dni ustanowionych przez Konferencję Episkopatu Polski:
- Dzień modlitw poświęcony islamowi – 26 stycznia, ustanowiony w 2001 roku przez Komitet ds. Dialogu z Religiami Niechrześcijańskimi.

- Tydzień Modlitw o Trzeźwość Narodu – ostatni tydzień karnawału.

- Dzień Modlitw za Kierowców – III Niedziela Wielkanocna zatwierdzona w kalendarzu duszpasterskim KEP, jako dzień szczególnej modlitwy za kierowców i wszystkich poruszających się po drogach[7].

- Dzień Modlitw za Więźniów – 26 marca w dniu wspomnienia Dobrego Łotra, patrona więźniów[8].

Inicjatywy Kościoła:
- Dzień modlitw w intencji polskich misjonarzy – 6 stycznia w Uroczystość Objawienia Pańskiego[9]

- Dzień modlitw za bezrobotnych – 4 grudnia[9]

- Dzień modlitw w intencji Kościoła na Wschodzie – 9 grudnia[9]

- Dzień modlitw za ofiary stanu wojennego – 13 grudnia[9]

W tradycji:
- Dni modlitw o urodzaje – dni poprzedzające uroczystość Wniebowstąpienia Pańskiego[10]

## Stany Zjednoczone
- Narodowy Dzień Modlitwy (ang. National Day of Prayer) – 1. czwartek maja, ustanowiony przez Kongres Stanów Zjednoczonych w 1952 roku (jego konstytucyjność została zakwestionowana w kwietniu 2011)[11].

- Narodowy Dzień Modlitwy i Pamięci (ang. National Days of Prayer and Remembrance) – 11 września, proklamowany przez prezydenta Baracka Obamę 10 września 2011 roku w 10. rocznicę zamachu terrorystycznego na World Trade Center i Pentagon[12].